# Институт Африки РАН
Институт Африки РАН (Федеральное государственное бюджетное учреждение науки Институт Африки Российской академии наук; сокращенно —ИАфр РАН) — научно-исследовательский институт Российской академии наук в области комплексного изучения Африки.
Институт является базовой организацией для деятельности Научного совета РАН по проблемам Африки (НСА) при Отделении глобальных проблем и международных отношений РАН.
Научная деятельность Института Африки РАН осуществляется в соответствии с приоритетными направлениями фундаментальных исследований, установленными Президиумом РАН и закрепленными в Уставе Института.
В составе Института действуют 10 научно-исследовательских Центров, а также Центр научной информации и международных связей, Отдел аспирантуры, Редакционно-издательский отдел.
Библиотека Института Африки РАН — уникальное собрание научной и справочной литературы по Африке, самое крупное в Российской Федерации и странах СНГ. Её фонды насчитывают около 120 тысяч единиц хранения. Это книги, брошюры, диссертации, периодические издания на русском и иностранных языках по проблемам стран Африки, а также Арабского мира.
Издаёт научный журнал «Азия и Африка сегодня».

## История
Институт был создан в октябре 1959 года в качестве головного научно-исследовательского и координационного центра изучения африканских проблем и африканистики в СССР.
Первый директор — доктор исторических наук И. И. Потехин (1959—1964). Позже Институтом руководили член-корреспондент РАН, доктор экономических наук В. Г. Солодовников (1964—1976) и член-корреспондент РАН, доктор исторических наук А. А. Громыко (1976—1992). С 1992 по 2015 год учреждение возглавлял академик РАН, доктор исторических наук А. М. Васильев.

## Сотрудники
- Васильев, Алексей Михайлович, д.и.н., проф., академик РАН, почётный президент
- Абрамова, Ирина Олеговна, д.э.н., проф., член-корреспондент РАН, директор; член Президиума РАН
- Бондаренко, Дмитрий Михайлович, д.и.н., проф., член-корреспондент РАН, заместитель директора
- Фитуни, Леонид Леонидович, д.э.н., проф., член-корреспондент РАН, заместитель директора
- Андреева, Лариса Анатольевна, д.филос.н, профессор РАН
- Беккин, Ренат Ирикович, д.э.н., профессор РАН
- Кобищанов, Юрий Михайлович, д.и.н., главный научный сотрудник
- Корендясов, Евгений Николаевич, к.э.н., заведующий Центром исследования российско-африканских отношений, Чрезвычайный и Полномочный Посол РФ
- Коротаев, Андрей Витальевич, д.и.н., проф., ведущий научный сотрудник
- Саватеев, Анатолий Дмитриевич, д.и.н., ведущий научный сотрудник
- Следзевский, Игорь Васильевич, д.и.н., директор Центра цивилизационных и региональных исследований
- Шубин, Владимир Геннадьевич, д.и.н., проф., главный научный сотрудник
- Морозенская, Евгения Викторовна, к.э.н., заведующая Центром изучения проблем переходной экономики[4]

## Основные направления исследований
- Африканская составляющая всемирной истории и истории культуры
- Глобальные проблемы современности и Африка
- Исторические связи России и Африки
- Африка и Россия в международных отношениях
- Комплексные исследования экономического и социально-политического развития стран Северной Африки и Африканского Рога во взаимосвязи с национальными интересами России
- Эволюция политических систем государств Тропической Африки в контексте мировых политических процессов

См. также список книг, изданных в ИАфр РАН

## Основные структурные подразделения
- Центр цивилизационных и региональных исследований

Образован в 1998 году по согласованию с Президиумом РАН на основании Постановления Бюро Отделения международных отношений РАН в связи с необходимостью разработки новых направлений научных исследований в области проблем международного и регионального развития стран СНГ.
- Центр глобальных и стратегических исследований
- Центр изучения проблем переходной экономики
- Центр изучения российско-африканских отношений и внешней политики стран Африки
- Центр изучения стран Северной Африки и Африканского Рога
- Центр изучения стран Тропической Африки
- Центр исследований Юга Африки
- Центр истории и культурной антропологии
- Центр научной информации и международных связей
- Центр социологических и политологических исследований
- Центр цивилизационных и региональных исследований
- Лаборатория геоэкономических исследований
- Группа гендерных исследований

Совместно с Институтом востоковедения издаются журналы «Восток» (прежнее название — «Народы Азии и Африки») и «Азия и Африка сегодня».

## Книги, изданные в ИАфр РАН
- Саватеев А. Д. Исламская цивилизация в Тропической Африке. М., 2006. 304 с ISBN 5-201-04815-3. Объем 19,0 п.л. Тираж 300 экз.
- Токарев А. А. ФНЛА в антиколониальной борьбе и гражданской войне в Анголе. М., 2006. 184 с ISBN 5-201-04812-9. Объем 11,5 п.л. Тираж 250 экз.
- Шауро Э. А. Эритрея. Справочник. М., Изд. фирма «Восточная литература», 2005. 118 с ISBN 5-02-018456-X. Объем 7,3 п.л. Тираж 200 экз.
- Тихомиров Н. К. Региональные конфликты. Проблема Юга Судана. М., 2006. 212 с ISBN 5-201-04834-X. Объем 13,2 п.л. Тираж 200 экз.
- African Security: International and Regional Problems. Moscow, 2006. 136 p. ISBN 5-201-04821-8.
- Russian Academy of Sciences. Institute for African Studies. Reference Book. — M., 2005. — 59 p.- ISBN 5-201-04800-5
- Security for Africa: Internal and External Aspects. — М., 2005. — 286 р.
- Абрамова И. О. Арабский город на рубеже тысячелетий (на примере Египта). — М.: Изд. фирма «Вост. лит-ра» РАН, 2005.
- Англо-бурская война 1899–1902 годов: опыт и перспективы исследования / Отв. ред. Б. М. Горелик, В. В. Грибанова и А. А. Токарев. — М., 2023. — 372 с. — ISBN 978-5-91298-294-1
- Африка в начале XXI века. Проблемы экономического развития. — М., 2005. — 250 с.
- Африка во Второй мировой войне. — М., 2005. — 228 с.
- Африка в воспоминаниях ветеранов дипломатической службы. 5(12) / Институт Африки РАН; Совет ветеранов МИД РФ. — М., 2004. — 306 с. — ISBN 5-201-04926-5
- Африка: власть и политика. / Отв. ред. Косухин Н. Д. — М., 2004. — 124 с. — ISBN 5-201-04925-7
- Африканистика молодых. Материалы первой всероссийской научной конференции «Школа молодого африканиста». (Москва, 25-27 ноября 2001 г.). — М., 2004. — 189 с. — ISBN 5-201-04930-3
- Баскин В. С. Проблемы развития внешней торговли стран Африки в конце ХХ — начале XXI в. — М., 2004. — 112 c. — ISBN 5-201-04938-9
- Беженцы в Африке. — М., 2004. — 130 с
- Библиография книг, брошюр и статей по Африке, опубликованных в СНГ в 2003 г. — М., 2004. — 87 с. — Труды Института Африки РАН. «Справочно-библиографическая серия». Т. 8.
- Виганд В. К. Африка. Национальное богатство и международное перераспределение ресурсов / Отв. ред. Фитуни Л. Л. — М., 2004. — 147 с. — ISBN 5-201-14936-2 (ошибоч.)
- Зайцев А. В. Африкано-американская музыка и проблемы африкано-американской идентичности (XX в.). — М.: ПМЛ Ин-та Африки РАН, 2004. — 138 с.
- Крылова Н. Л., Прожогина С. В. Метисы: кто они? Проблемы социализации и самоидентификации. — М.: ПМЛ Ин-та Африки РАН, 2004. — 275 с.
- Куда идёшь, Африка? / Отв. ред. Субботин В. А. и Потёмкин Ю. В. — М., 2004. — 193 с. — ISBN 5-201-04917-6
- Лопатов В. В. Экспортно-импортный потенциал стран Африки. М., 2004. — 219 с. — ISBN 5-201-04920-6
- Матвеева Н. Ф. Кения: Справочник. — 3-е изд., перераб. и доп. / Отв. ред. Пегушев А. М. — М.: Издательская фирма «Восточная литература» РАН, 2004. — 160 с.: карта. — ISBN 5-02-018374-1
- Мужчина и женщина. Диалог или соперничестиво? Серия «Гендерные исследования». Т. 6. — М.: ПМЛ Ин-та Африки РАН, 2004. — 200 с.
- Никифоров А. В. Аграрное развитие в Африке в условиях хозяйственных реформ. — М.: ПМЛ Ин-та Африки РАН, 2004. −62 с.
- Пинг Жан. Глобализация, мир, демократия и развитие в Африке. Опыт Габона. — М., 2004. — ISBN 5-201-04792-0
- Позднякова А. П. Малави: Справочник.- 2-е изд., испр. и доп. / Отв. ред. Демкина П. А. — М.: Издательская фирма «Восточная литература» РАН, 2004. — 176 с.: карта. — ISBN 5-02-018373-3
- Рощин Г. Е. Внешнеэкономические аспекты регулирования хозяйственного развития стран Африки. / Отв. ред. Морозов В. П. — М., 2004. 48 с. — ISBN 5-201-04931-1
- Садовская Л. М. Становление и развитие парламентаризма в Африке. — М.: ПМЛ Ин-та Африки РАН, 2004. — 49 с.
- Страны Африки и Россия (Справочник). — М., 2004. — 280 с.
- Фахрутдинова Н. З. Исламский фактор в общественно-политической жизни Судана. / Отв. ред. Косухин Н. Д. — М., 2004. — 84 с. — ISBN 5-201-04919-2
- Френкель М. Ю. История Нигерии в лицах (первые идеологи национализма). — М., 2004. — 178 с. — ISBN 5-201-04928-1
- Аннотированная библиография Марокко (Публикации на русском языке). / Сост. Подгорнова Н. П. Отв. ред. Ткаченко А. А. — М., 2003, — 491 с. — ISBN 5-201-04769-6
- Африка во внешнеполитических приоритетах России. / Отв. ред. Дейч Т. Л. — М., 2003, — 127 с. — ISBN 5-201-04867-6
- Африканская интеграция: социально-политическое измерение. / Отв. ред. Потёмкин Ю. В. — М., 2003, — 145 с. — ISBN 5-201-04888-9
- Библиография книг, брошюр и статей по Африке, опубликованных в СНГ в 2001 г. (Справочно-библиографическая серия. Т. 6.). / Сост. Иванов Ан. Н. Отв. ред. Большов И. Г. — М., 2003. — 78 с. — ISBN 5-201-04900-1
- Библиография книг, брошюр и статей по Африке, опубликованных в СНГ в 2002 г. (Справочно-библиографическая серия. Т. 7.). / Сост. Иванов Ан. Н. Отв. ред. Большов И. Г. — М., 2003. — 103 с. — ISBN 5-201-04907-9
- Васильев А. М. Африка — падчерица глобализации. — М.: Изд. фирма Вост. лит-ра, 2003. — 263 с. — ISBN 5-02-018355-5
- Винокуров Ю. Н. Демократическая Республика Конго: Власть и оппозиция — М.: Изд. фирма Вост. лит-ра, 2003. — 286 с. — ISBN 5-02-018358-X
- Высоцкая Н. И. Эволюция национализма в Тропической Африке. XX в. / Отв. ред. Потемкин Ю. В. — М., 2003, — 176 с. — ISBN 5-201-04887-0
- Герасимчук И. В. Международное экологическое сотрудничество на юге Африки / Отв. ред. Потемкин Ю. В. — М., 2003, — 124 с. — ISBN 5-201-04917-6
- Горелик Б. М. Российская иммиграция в Южную Африку: вчера и сегодня. / Отв. ред. Рытов Л. Н. — М., 2007. — 255 с. — ISBN 978-5-91298-013-8
- Грибанова В. В. Образование в Южной Африке. От апартеида к демократическим преобразованиям. / Отв. ред. Субботин В. А. — М., 2003, — 135 с. — ISBN 5-201-04880-3
- Гущин Е. В., Павлов В. В. Валюты и валютные системы стран Африки. В 2-х частях. / Отв. ред. Фитуни Л. Л. — М., 2003. — 34 с. — Ч. 1 — 229 с; Ч. 2 — 243 с. — ISBN 5-201-04766-1
- Иванова О. Я. Коморские Острова: Справочник. / Отв. ред. Винокуров Ю. Н. — М.: Изд. фирма Вост. лит-ра, 2003. — 63 с. — ISBN 5-02-018372-5.
- Путешествие из России в Марокко (1918—2001). / Сост. Подгорнова Н. П. Отв. ред. Ткаченко А. А. — М., 2003, — 560 с. — ISBN 5-201-04871-4
- Пшонковский Р.  Э. Приток капитала и формирование фондовых рынков в Африке. / Отв. ред. Морозов В. П. — М., 2003. — 26 с. — ISBN 5-201-04902-8
- Синицын С. Я. На заре африканской независимости (Из воспоминаний дипломата). — М., 2003. — 171 с. — ISBN 5-201-04910-9
- Становление отечественной африканистики, 1920-е — начало 1960-х. / Отв. ред. А. Б. Давидсон. — М., 2003. — 391 с. — ISBN 5-02-008900-1
- Френкель М. Ю. Африканский национализм как идеология. — М., 2003. — 56 с. — ISBN 5-201-04905-2
- Nomadic Pathways in Social Evolution / The ‘Civilization Dimention’ Series. Vol. 5. Kradin, N.N.; Bondarenko, D.M. and Barfield, T.J. (Ed.) — Moscow, 2003. — 181 p. — ISBN 5-201-04908-7 (Кочевая альтернатива социальной эволюции. / Отв. ред. Крадин Н. Н., Бондаренко Д. М. и Барфилд Т.Дж. — М., 2003. — 181 p.)